# 张长寿
张长寿（1929年5月6日—2020年1月30日），男，上海人，中国考古学家，中国社会科学院考古研究所研究员、原副所长。中国社会科学院荣誉学部委员，德意志考古研究院通讯院士。

## 生平
1929年5月6日出生于上海市。1945年就读于圣约翰高中，1948年考入圣约翰大学。1950年转学至北京燕京大学，1952年7月毕业历史系。同年9月分配到清华大学附属工农连成中学任教。
1956年7月调入中国科学院考古研究所（1977年改属中国社会科学院）工作，长期从事田野发掘和商周考古研究。历任研究实习员、助理研究员，1979年晋升副研究员，1986年晋升研究员、博士生导师。1985年7月至1988年5月任考古研究所副所长，1988年12月成为德意志考古研究院通讯院士。1989年5月退休。1991年起享受国务院政府特殊津贴。2006年被推举为中国社会科学院荣誉学部委员。
2020年1月30日在北京天坛医院逝世。

## 学术成果
张长寿主要参与西周文化的探索和研究。在陕西长安丰镐遗址从事发掘工作长达30余年。在西周文化的分期断代、西周井叔家族墓的发掘、先周时期墓葬的确认、商周青铜器、商周玉器、商周车制等方面的研究做出了重要贡献。
在1999年出版的《张家坡西周墓地》考古发掘报告中，他和团队根据对地层钻探和出土文物，并结合碳十四年代测定数据，把沣西地区的墓葬分为五期，并将每一期与西周各代周王对应。他们还在沣西地区确定了先周墓葬，找到了武王克商之前的周文化遗存。
代表性论文《殷商时代的青铜容器》《周原的建筑遗存和铜器窖藏》《殷周青铜容器上鸟纹的断代研究》《殷周青铜容器上兽面纹的断代研究》《论井叔铜器》《殷周车制略说》《井叔墓地所见西周轮舆》《西周的葬玉》《金文历谱与西周王年》。

## 专著
- 中国科学院考古研究所. . 文物出版社. 1962年.
- 中国社会科学院考古研究所. . 中国大百科全书出版社. 1999年. ISBN 9787500062042.
- 王世民; 陈公柔; 张长寿. . 文物出版社. 1999年. ISBN 9787501011834.
- 中国科学院考古研究所. . 中国社会科学出版社. 2004年. ISBN 9787500448716.
- 张长寿. . 文物出版社. 2007年. ISBN 9787501018086.